# Pendulaire zone

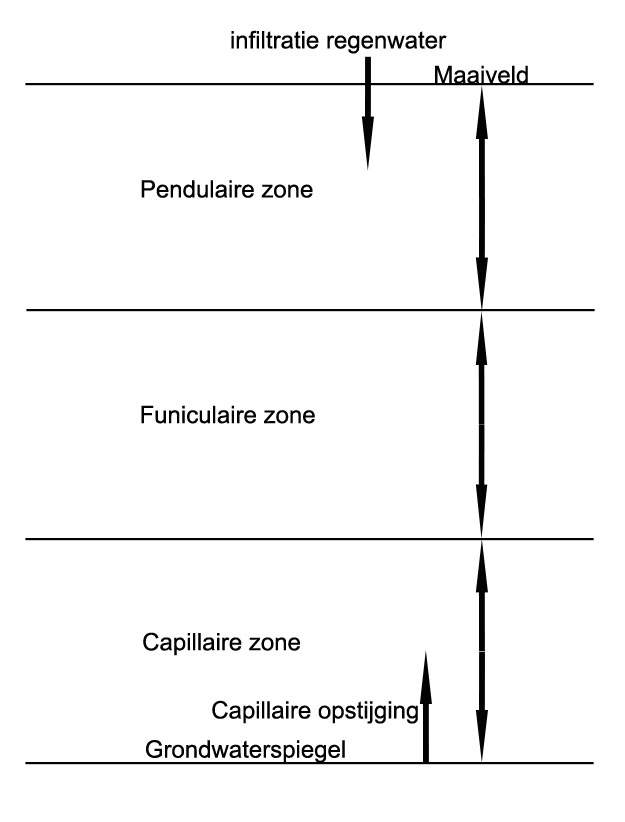
Verschillende bodemzones boven het grondwater

Een pendulaire zone of de hangwaterzone is een zone in de bodem waar nog wel water aanwezig is, maar waar het water niet meer in verbinding staat met het grondwater. Het is de grondlaag die het dichtst bij het maaiveld ligt.
Door de stijging en daling van het grondwaterniveau en door de infiltratie van water in de bodem varieert het bodemvochtgehalte in de bodem met de tijd. 
De pendulaire zone is te bepalen door het bodemvochtgehalte te bepalen. Aan de hand van het verloop van het bodemvochtgehalte in de lagen boven het grondwater, kan men bepalen tot welke diepte zich de pendulaire zone bevindt.